# August Wilhelm Ambros
August Wilhelm Ambros (ur. 17 listopada 1816 w Mýcie, zm. 28 czerwca 1876 w Wiedniu) – austriacki historyk muzyki.

## Życiorys
Pochodził z rodziny urzędniczej o zamiłowaniach artystycznych; jego matka była pianistką i śpiewaczką, siostrą historyka muzyki Raphaela Georga Kiesewettera. Studiował na Uniwersytecie Karola, w 1839 roku uzyskując doktorat z prawa. Interesował się malarstwem, poezją i muzyką. Pracował jako prawnik, jednocześnie samodzielnie pogłębiając swoją wiedzę muzyczną, podjął próby kompozytorskie i pisywał artykuły do „Neue Zeitschrift für Musik”. Od 1850 roku prowadził wykłady w Konserwatorium Praskim, dziewiętnaście lat później otrzymał natomiast posadę profesora na uniwersytecie. W 1872 roku wyjechał do Wiednia, gdzie otrzymał posadę w Ministerstwie Sprawiedliwości i wykładał w konserwatorium. Udzielał też lekcji z historii sztuki i muzyki następcy tronu, arcyksięciu Rudolfowi.
W 1870 roku otrzymał krzyż kawalerski Orderu Franciszka Józefa, a w 1874 roku został odznaczony krzyżem komandorskim Orderu Korony Żelaznej.

## Twórczość
Dziełem życia Ambrosa była obszerna synteza pt. Geschichte der Musik, której autor nie zdołał jednak ukończyć. Tom I obejmuje dzieje muzyki w starożytności, tom II omawia chorał gregoriański, twórczość trubadurów i minnesingerów oraz wczesne formy wielogłosowe, tom III muzykę niderlandzką, niemiecką, angielską i włoską XV wieku. Tomy IV i V, opracowane po śmierci autora na podstawie pozostawionych przez niego notatek, obejmują twórczość kompozytorów włoskich lat 1450–1550 oraz antologię utworów XV- i XVI-wiecznych. Układ materiału w Geschichte der Musik jest niekonsekwentny pod względem chronologii i prądów stylistycznych, autor jako kryterium porządkowania treści przyjął zgodnie z ówcześnie dominującymi tendencjami tzw. koncepcję heroiczną, wysuwającą na pierwszy plan osobowość artysty jako twórcy procesu dziejowego muzyki.
Skomponował operę Břetislav a Jitka, 2 symfonie, uwertury orkiestrowe, utwory fortepianowe i religijne, pieśni.

## Prace
(na podstawie materiałów źródłowych)
- Die Grenzen der Musik und Poesi: Eine Studie zur Aesthetik der Tonkunst (Praga 1856)
- Culturhistorische Bilder aus dem Musikleben der Gegenwart (Lipsk 1860, 2. wydanie 1865)
- Geschichte der Musik (tomy I–III wyd. Wrocław 1862–1868; tom IV w edycji E. Schellego wyd. Wrocław 1878, tom V w edycji O. Kadego wyd. Lipsk 1882)
- Bunte Blätter: Skizzen und Studien für Freunde der Musik der bilden Kunst (Lipsk 1872)